# Kościół bł. Władysława z Gielniowa w Warszawie
Kościół bł. Władysława z Gielniowa w Warszawie – katolicka świątynia parafialna położona w Warszawie w dzielnicy Ursynów w rejonie Natolin przy ul. Przy Bażantarni 3. Jej patronem jest bł. Władysław z Gielniowa.

## Historia
Budowniczym kościoła był proboszcz parafii pw. bł. Władysława z Gielniowa ks. kanonik Eugeniusz Ledwoch (zm. w kwietniu 2002), organizator i pierwszy proboszcz parafii. Początek budowy fundamentów miał miejsce w 1992. W październiku 1993 kardynał Józef Glemp, arcybiskup metropolita warszawski i Prymas Polski, dokonał wmurowania kamienia węgielnego pochodzącego ze zrębów kościoła św. Katarzyny na Służewie. 17 grudnia 2000 konsekracji dokonał również kardynał Józef Glemp.

## Architektura i wnętrze
Budowla jest świątynią trzynawową wzniesioną na planie krzyża łacińskiego. Zwieńczona jest czterema kopułami: jedną nad transeptem, drugą nad prezbiterium i po jednej nad każdą z kaplic bocznych.
Obok kościoła wznosi się wolnostojąca dzwonnica o wysokości 19 m. Mieści ona dzwon Władysław, wykonany przez Witolda Sobola i Waldemara Olszewskiego w Odlewni Dzwonów Jana Felczyńskiego w Przemyślu. Wraz z sercem i zawieszeniem waży około 11 ton. Ma średnicę 2,33 m, oraz wysokość około 221.
Organy zostały wybudowane przez Dariusza Zycha w 2008 roku. W bliskim sąsiedztwie kościoła zlokalizowany jest park Przy Bażantarni.